# Moeras

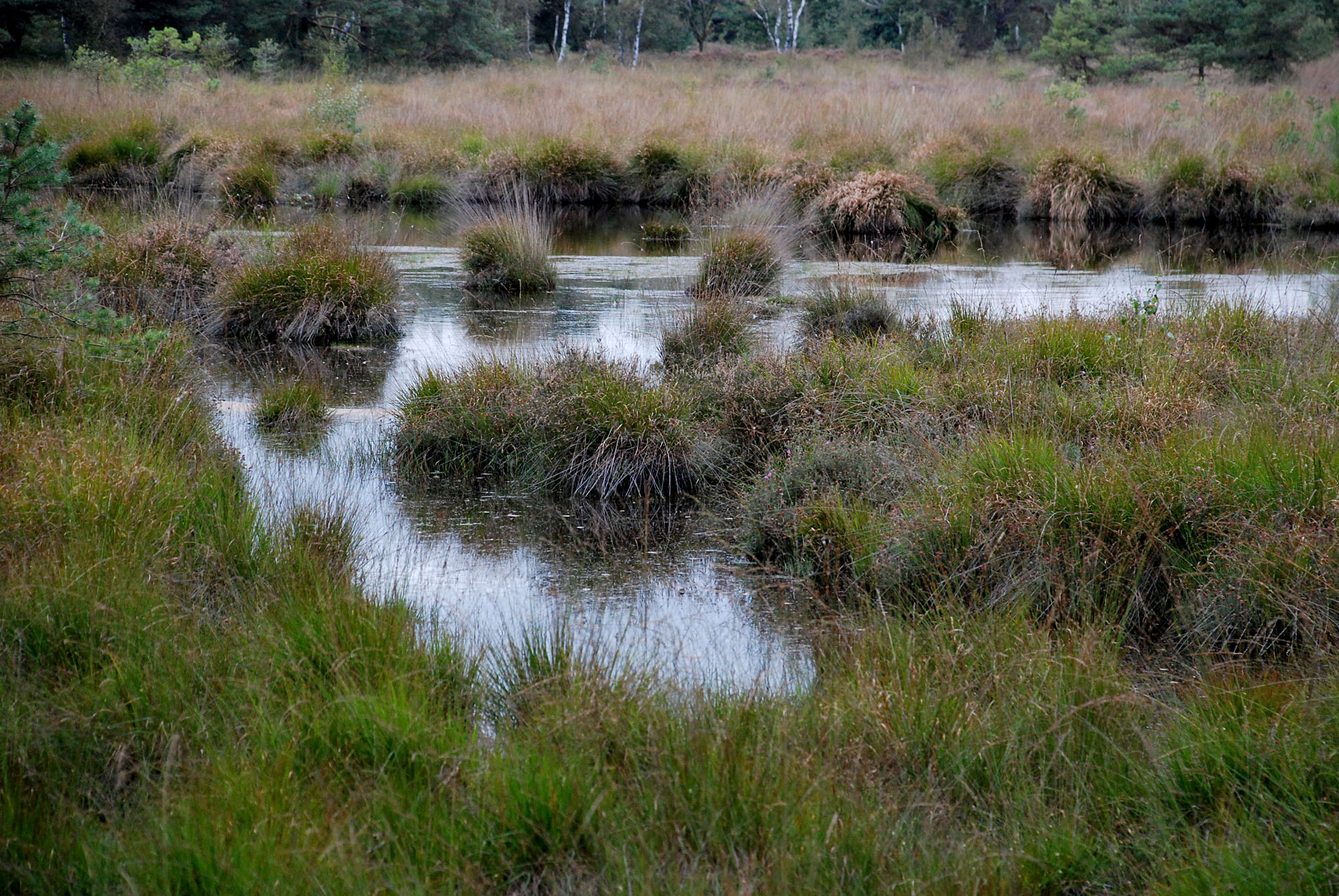
Veenmoeras in natuurgebied De Liereman.

Een moeras (uit het Oudfrans marasc, Nieuwfrans marais) is een type drasland, dat wordt gedomineerd door kruidachtige in plaats van houtachtige plantensoorten en waar veen wordt gevormd, een afzetting van dood plantmateriaal, vaak mossen en dan hoofdzakelijk veenmossen. Het is een overgangsgebied tussen water en land en wordt gekenmerkt door een hoge waterstand (boven het maaiveld) gedurende het hele jaar en een goed ontwikkelde kruidlaag met vooral veel helofyten. Vaak zijn er kenmerkende planten- en diersoorten.
De Duitse en Deense taalkundige verwanten van het woord 'moeras' (Marsch, marsk) kunnen verwarring oproepen, omdat hiermee vooral kwelders en ingedijkt polderland (zeekleilandschappen) worden aangeduid. Het Engelse marsh en het Franse marais worden zowel voor venige moerasgebieden en kwelders als voor polderland gebruikt, echter niet voor broeklanden en mangrovebossen. Betere parallellen zijn te vinden in de woorden Sumpf, swamp en marécage en in het Nederlandse drasland (internationaal: wetlands).

## Vegetatie en successie
Het betreft een tussenfase in de successie. Deze tussenfase kan kunstmatig in stand gehouden worden door dieren of mensen, zodat er geen verdere successie optreedt. Bij dieren kan men bijvoorbeeld denken aan de Oostvaardersplassen in Flevoland, waar ganzensoorten door begrazing van het rietland hun eigen leef- en woongebied in stand houden.
Een broekbos is een specifiek type moeras, waarin de boomlaag beter is ontwikkeld dan de kruidlaag. Gebeurt er lange tijd niets, dan zal een moeras verder verlanden, en land worden met de grondwaterspiegel onder het maaiveld.
Volgens INBO is de biotoop 'moeras' niet zo eenvoudig te definiëren. De grens met andere biotopen is in vele gevallen vaag.

## Vegetatietypen
Tot de moerasvegetaties worden in de Benelux gewoonlijk plantengemeenschappen gerekend van drie vegetatieklassen: klasse van bronbeekgemeenschappen, de riet-klasse en de klasse van kleine zeggen.
De klasse van bronbeekgemeenschappen (Montio-Cardaminetea) heeft slecht een orde (Orde van bron- en bronbeekgemeenschappen) en een verbond met drie associaties. Het zijn laagblijvende plantengemeenschappen die gebonden zijn aan bronnen en bronbeken. Meestal komen deze gemeenschappen voor in kleine oppervlakten in bronmilieus.
De riet-klasse (Phragmitetea) heeft twee ordes (Vlotgras-orde en Riet-orde) met gezamenlijk zes verbonden met in het totaal 19 associaties. Het zijn verlandingsvegetaties en rietlanden met een hoge productie van biomassa. De begroeiingen zijn over het algemeen tamelijk soortenarm.
De klasse van kleine zeggen (Parvocaricetea) heeft twee verbonden (Orde van zwarte zegge en Knopbies-orde) met gezamenlijk acht associaties. De plantengemeenschappen zijn kenmerkend voor matig voedselrijke moerassen waarin laagblijvende cypergrassen domineren.

## Onland, zwamp, meers
- In Nederland worden onder andere de termen mars, onland en woeste grond gebruikt voor moeras, maar ook wel voor anderszins landbouwkundig onbruikbaar land.
- In Suriname spreekt men van een zwamp (uit het Engelse voor moeras en broekbos: swamp).
- In Vlaanderen noemt men een moeras vaak een meers, ook nog lang nadat het gebied verland is.

## Voorbeelden van moerasgebieden

### Noord-Amerika
- Everglades (VS)
- Great Dismal Swamp (VS)
- Moerassen van Centla (Mexico)
- Okefenokeemoeras (VS)

### Zuid-Amerika
- Llanos (Colombia en Venezuela)
- Pantanal (Brazilië)

### Europa
- Biebrzamoerassen (Polen)
- Bospolder-Ekers moeras (België)
- Camargue (Frankrijk)
- Flow Country (Schotland)
- Moerassen van Harchies (België)
- Molsbroek (België)
- Nationaal Park De Biesbosch (Nederland)
- Hortobágy (Hongarije)
- Muddus en Sjaunja (Zweden)
- Nationaal Park Weerribben-Wieden (Nederland)
- Pripjatmoerassen (Wit-Rusland en Oekraïne)

### Afrika
- Okavangodelta (Botswana)
- Sudd (Zuid-Soedan)

### Oceanië
- Coorong (Australië)
- Waituna Lagune (Nieuw-Zeeland)